# Annie (film 2014)
Annie – amerykański film familijny  z 2014 roku oparty na musicalu Thomasa Meehana i komiksu Harolda Graya.

## Obsada
- Quvenzhané Wallis - Annie Bennett Stacks
- Jamie Foxx - Will Stacks
- Rose Byrne - Grace Farrell
- Cameron Diaz - Colleen Hannigan
- Bobby Cannavale - Guy Danlily
- Adewale Akinnuoye-Agbaje - Nash
- David Zayas - Lou
- Stephanie Kurtzuba - Mrs. Kovacevic
- Eden Duncan-Smith - Isabella Sullivan
- Zoe Margaret Colletti - Tessie Marcus
- Nicolette Pierini - Mia Putnam

## Odbiór

### Box office
Budżet filmu jest szacowany na 65 milionów dolarów. W Stanach Zjednoczonych i w Kanadzie film zarobił prawie 86 mln USD. W innych krajach przychody wyniosły prawie 48 mln, a łączny przychód blisko 134 mln dolarów.

### Krytyka w mediach
Film spotkał się z negatywną reakcją krytyków. W serwisie Rotten Tomatoes 28% ze 155 recenzji jest pozytywne, a średnia ocen wyniosła 4,48/10. Na portalu Metacritic średnia ocen z 38 recenzji wyniosła 33 punktów na 100.